# McKenzie (Tennessee)
McKenzie es una ciudad ubicada en los condados de Carroll, Weakley y Henry en el estado estadounidense de Tennessee. En el Censo de 2010 tenía una población de 5.310 habitantes y una densidad poblacional de 327,61 personas por km².

## Geografía
McKenzie se encuentra ubicada en las coordenadas 36°8′17″N 88°30′30″O / 36.13806, -88.50833. Según la Oficina del Censo de los Estados Unidos, McKenzie tiene una superficie total de 16.21 km², de la cual 16.21 km² corresponden a tierra firme y (0%) 0 km² es agua.

## Demografía
Según el censo de 2010, había 5.310 personas residiendo en McKenzie. La densidad de población era de 327,61 hab./km². De los 5.310 habitantes, McKenzie estaba compuesto por el 0.08% blancos, el 15.73% eran afroamericanos, el 0.28% eran amerindios, el 0.32% eran asiáticos, el 0.09% eran isleños del Pacífico, el 1.26% eran de otras razas y el 2.02% pertenecían a dos o más razas. Del total de la población el 3.3% eran hispanos o latinos de cualquier raza.